# دون ماكليود (سياسي)
دون ماكليود هو فلاح وسياسي أسترالي، ولد في 29 أكتوبر 1892 في Strathmerton ‏ في أستراليا، وتوفي في 22 أغسطس 1963. نشط حزبياً في حزب العمال الأسترالي. وقد انتخب عضو مجلس النواب الأسترالي ‏ عن دائرة Division of Wannon ‏ (28 أبريل 1951 – 4 نوفمبر 1955) وانتخب عضو مجلس النواب الأسترالي ‏ عن دائرة Division of Wannon ‏ (21 سبتمبر 1940 – 10 ديسمبر 1949).